# Sid Page
Sid Page es un violinista estadounidense que ha estado activo en muchos géneros musicales desde finales de la década de 1960. Ha sido miembro de Dan Hicks y His Hot Licks. De 1973 a 1974, fue miembro de Sly and the Family Stone y apareció en su álbum Small Talk (1974).
Page ha trabajado con Suzy Bogguss, Danny Elfman, Richard Elliot, Jerry Garcia, Mark Isham, James Newton Howard, Thomas Newman, Roy Orbison, Sam Phillips, Rod Stewart, John Tesh, Richard Thompson y Suzanne Vega.

## Trabajo en el cine
Page ha contribuido a la música de al menos 29 películas, incluyendo The Moderns en 1988, Little Man Tate en 1991 y Cold Creek Manor en 2003. También ha sido concertino de al menos ocho películas, incluyendo Passed Away en 1992, Son in Law en 1993 y Duma en 2005.